# Pilsach-Leitgraben

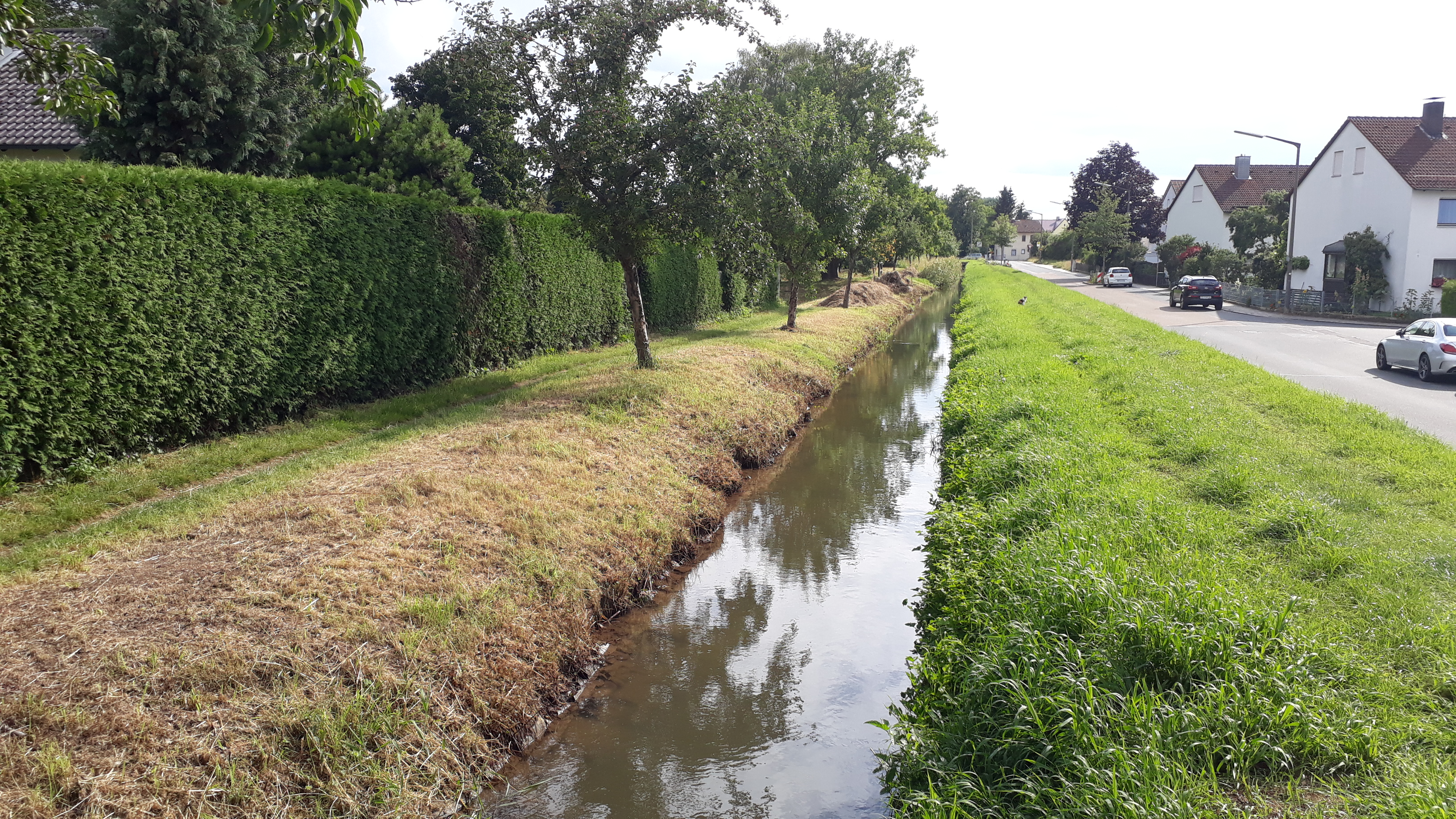
Der Pilsach-Leitgraben an der Wilhelm-Busch-Straße

Der Pilsach-Leitgraben ist ein künstliches Wasserbauwerk im Stadtgebiet von Neumarkt i.d.OPf. und dient der Wasserversorgung des Ludwig-Donau-Main-Kanals.
Mit einer Ausdehnung von 5,4 km ist der Pilsach-Leitgraben der längste Zubringer des Kanals und fördert im Jahresschnitt ca. 300–400 Liter Wasser pro Sekunde. Den Namen erhielt der Leitgraben von der Pilsach,  die durch Ausleitung den Großteil des Wassers spendet.
Er wurde vom Bayerischen Landesamt für Denkmalpflege als Baudenkmal (D-3-73-147-106 zugehörig) und Bodendenkmal (D-3-6734-0140) ausgewiesen.

## Verlauf

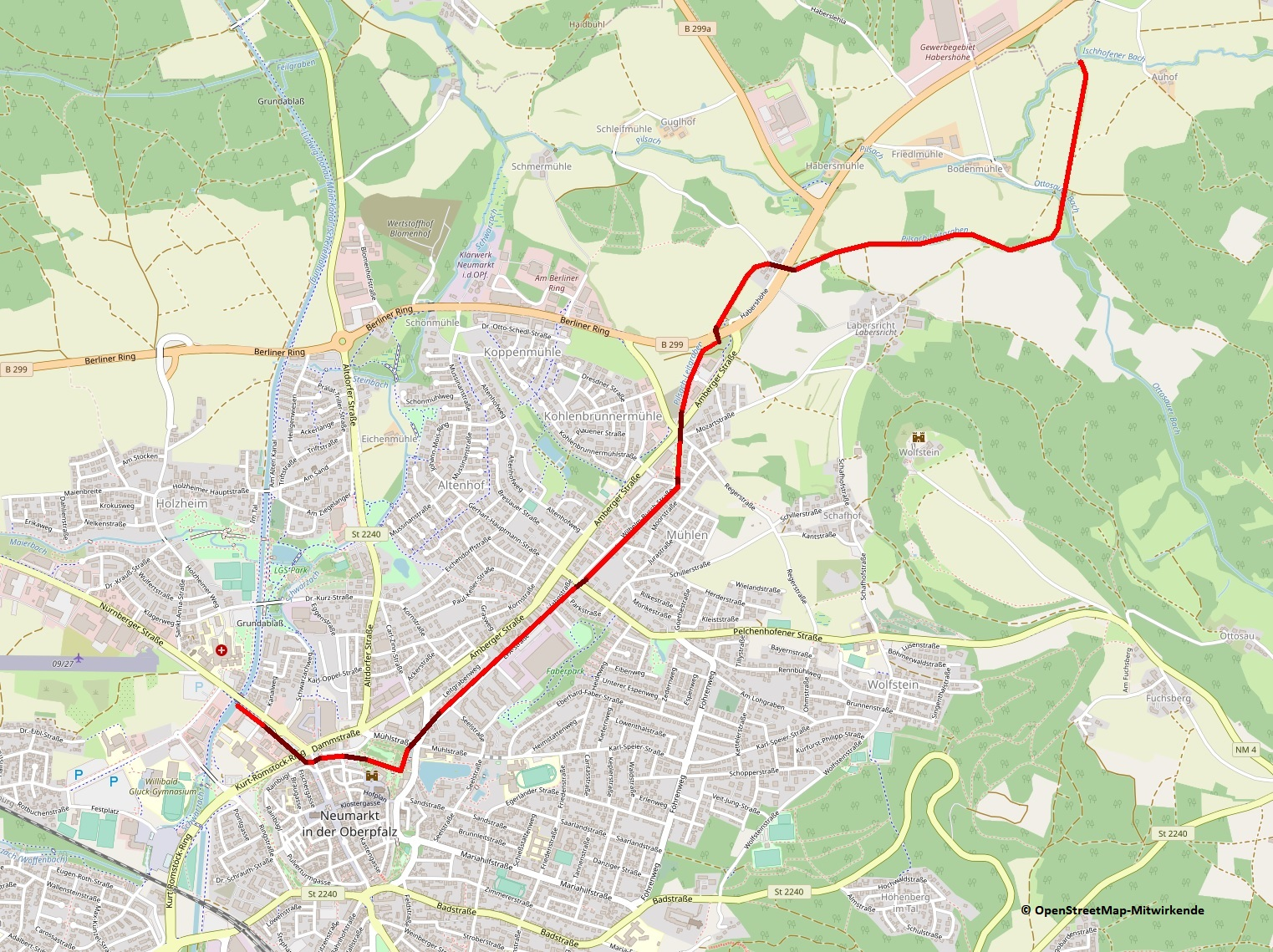
Verlauf des Leitgrabens

Der Pilsach-Leitgraben beginnt auf einer Höhe von 426 m ü. NHN am Zusammenfluss des Ischhofener Baches und der Pilsach. Das dort befindliche Ausleitbauwerk entnimmt der Pilsach Wasser und speist es in den Leitgraben ein. Er fließt dann in südwestlicher Richtung und erhält nach ca. 700 Meter weiteren Zulauf aus dem Ottosauer Bach. Die Richtung ändert sich dann nach Westen bis zum Ortsteil Habershöhe, wo die Bundesstraße 299 unterquert wird. Nach nochmaliger Unterquerung der B299 und der Amberger Straße fließt der Leitgraben entlang der Wilhelm-Busch-Straße und EFA-Straße. Kurz vor der Kreuzung am Evangelienstein wird er unterirdisch zum Stadtpark Neumarkt weitergeleitet. Dort fließt er am Museum Lothar Fischer vorbei, folgt dem Ilse-Haas-Weg und unterquert später die Abtsdorfer Gasse. Der Leitgraben wird dann unter der Unteren Marktstraße, dem Gasthaus „Unterer Ganskeller“ und dem Kurt-Romstöck-Ring durchgeführt. Dort kreuzt er unterirdisch die Schwarzach und mittels Überlaufbauwerk kann an dieser Stelle Wasser vom Leitgraben in die Schwarzach geleitet werden. Der Leitgraben  erscheint danach erst wieder auf Höhe des Gesundheitsamts bei der Dr.-Grundler-Straße. Hier fließt er entlang der Nürnberger Straße, bis er auf der Scheitelhaltung des Kanals 417 m über NHN in den Kanalhafen mündet.

## Hintergrund und Geschichte

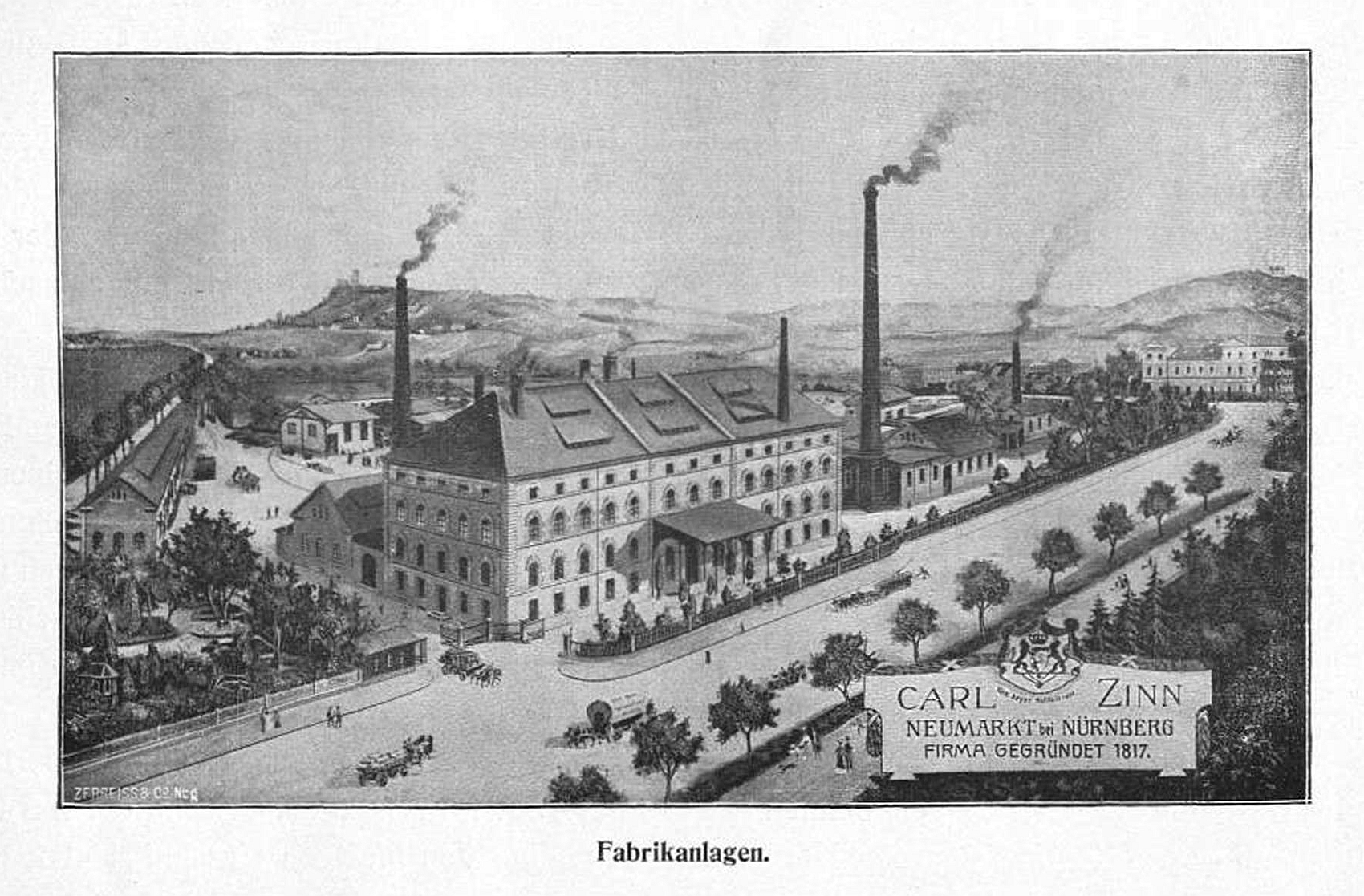
Das Gebäude der ehemaligen Kunstmühle am Leitgraben um 1900

Leitgräben dienten der Wasserversorgung schiffbarer Kanäle, insbesondere im Bereich der Scheitelhaltung. Sie waren notwendig, um den Wasserverlust durch Schleusung, Verdunstung und Versickerung auszugleichen. Dadurch konnte die für die Kanal-Schifffahrt erforderliche Mindestwassertiefe gewährleistet werden. Die eigens dafür gebauten und gepflasterten Gräben leiten das Wasser von entfernten Gewässern in den Kanal. Dazu errichtete man an den betreffenden Bächen Vorrichtungen mit regulierbaren Abflüssen für die Leitgräben und Bachläufe.
In der ursprünglichen Planung des Ludwig-Donau-Main-Kanals war eine Wasserzuführung aus der Pilsach nicht vorgesehen. Erst nach Baubeginn des Kanals im Jahre 1836 entschied Baurat Heinrich Freiherr von Pechmann auf die Einleitung der Sulz an der Scheitelhaltung zu verzichten und stattdessen das Wasser aus der Pilsach und der vorderen Schwarzach zu entnehmen. Grund dafür waren Bedenken, dass die Wassermenge aus der Sulz nicht ausreichen könnte. Die Einleitung der Sulz wurde stattdessen unterhalb der Scheitelhaltung in der Nähe der Schleuse 25 realisiert. Um das Wasser der Pilsach einleiten zu können, war aufgrund der topografischen Gegebenheiten der Bau eines Leitgrabens erforderlich.
Die Wasserentnahme aus der Pilsach und weiteren Bächen führte dazu, dass mehrere Mühlen wegen Wassermangel stillgelegt werden mussten. Als Ersatz wurde in Neumarkt von Johann Wilhelm Späth eine englisch-amerikanische Kunstmühle gebaut. Sie konnte ein Gefälle von knapp 6 Meter (20 Fuß) nutzen, um über 8 Mahlgänge Getreidemehl zu erzeugen.
Der Bau des Leitgrabens wurde im Jahr 1843 abgeschlossen, drei Jahre bevor der Ludwig-Donau-Main Kanal eröffnet wurde.
Im Jahr 2005 wurde im Zuge der Umgestaltung des Stadtparks der bisher verrohrte Leitgraben offengelegt und als kaskadierender Bach am neu eröffneten Museum Lothar Fischer vorbeigeführt. Damit änderte sich auch der  ursprüngliche Verlauf des Leitgrabens und die Kunstmühle, heute als Papierfabrik Laabermühle bezeichnet, wurde dadurch von der Versorgung durch den Leitgraben getrennt. Der jetzt trockene Graben ist westlich der Straße Am Evangelienstein noch zu erkennen.

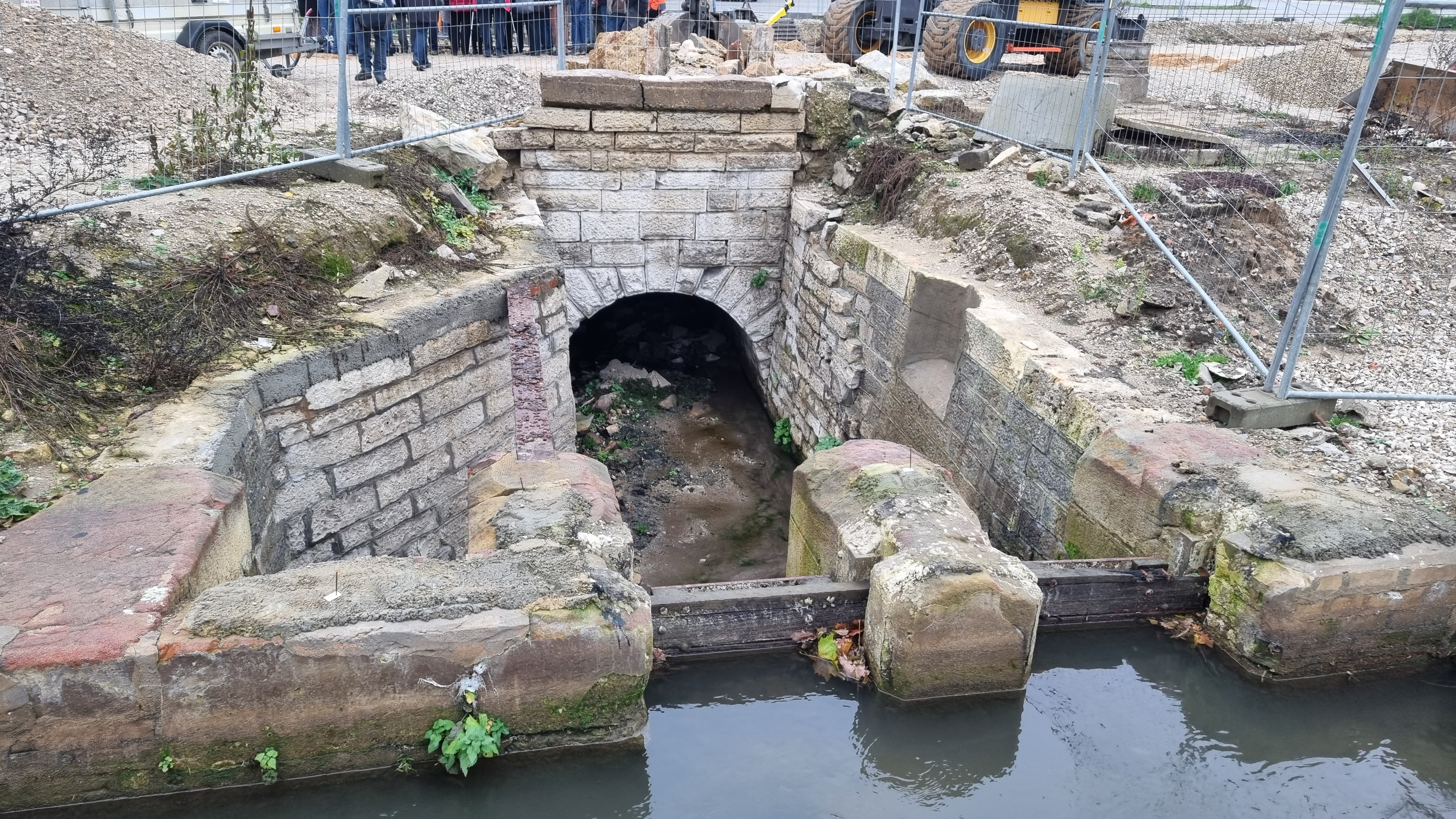
Freigelegtes Abschlagsbauwerk im Bereich des ehemaligen Hotels Wunder

Im Jahr 2014 erfolgte beim Bau den Neuen Marktes ein Umbau der Kreuzung am Unteren Tor, bei dem das unterirdische Überlauf-Bauwerk zur Schwarzach erneuert wurde. Im Dezember 2021 begannen die Arbeiten zur Erweiterung des Stadtparks mit geplanter Freilegung des Leitgrabens im Bereich des ehemaligen Hotels Wunder an der Mühlstraße. Bei den Ausgrabungen wurde ein Abschlagsbauwerk zur Überleitung von Wasser aus dem Pilsach Leitgrabens in die Schwarzach freigelegt. Die Arbeiten wurden im Jahr 2025 abgeschlossen, so dass der bisher verrohrte Abschnitt des Leitgraben jetzt im erweiterten Stadtpark sichtbar und zugänglich ist.

## Bildergalerie

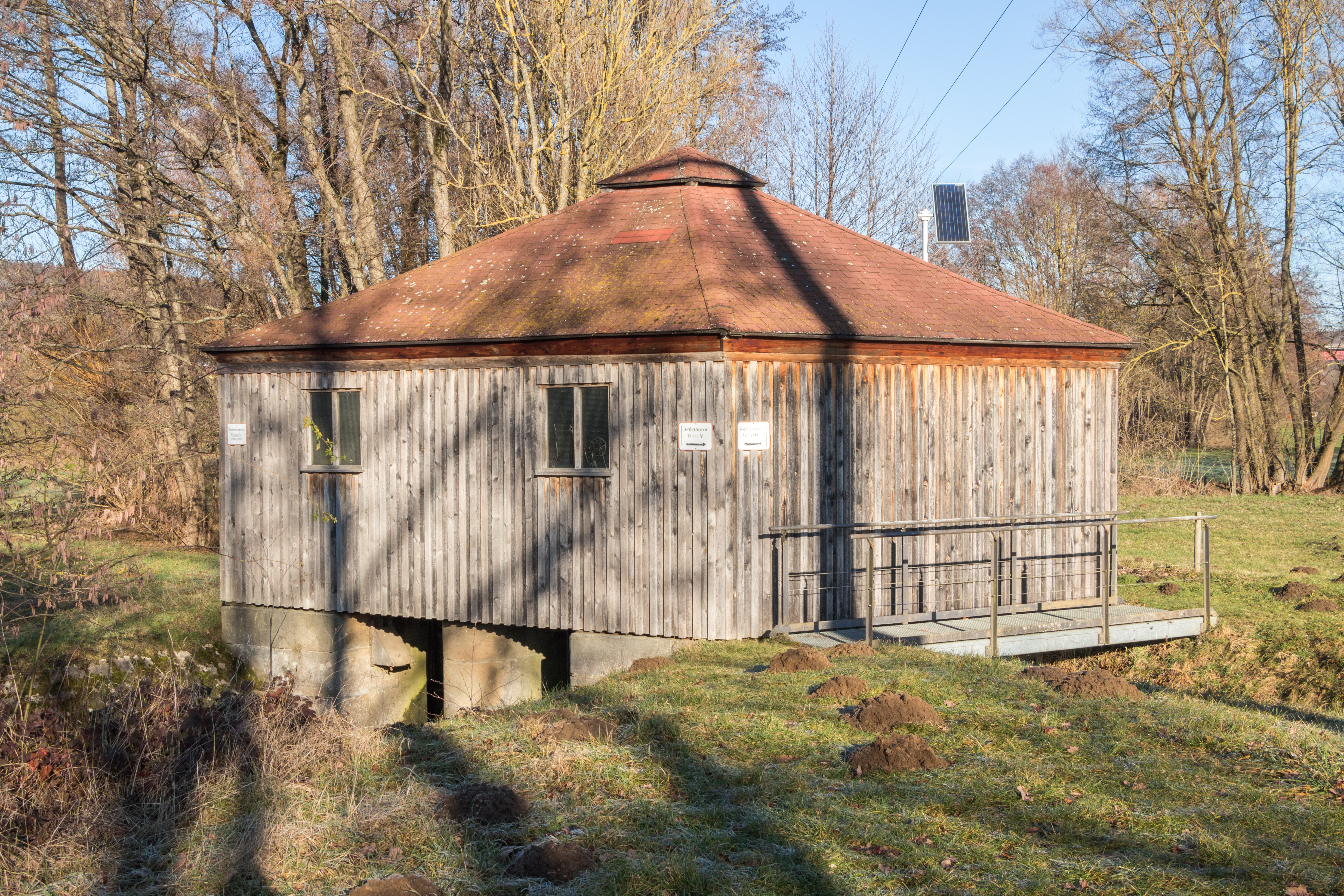
Ausleitbauwerk am Beginn des Leitgrabens
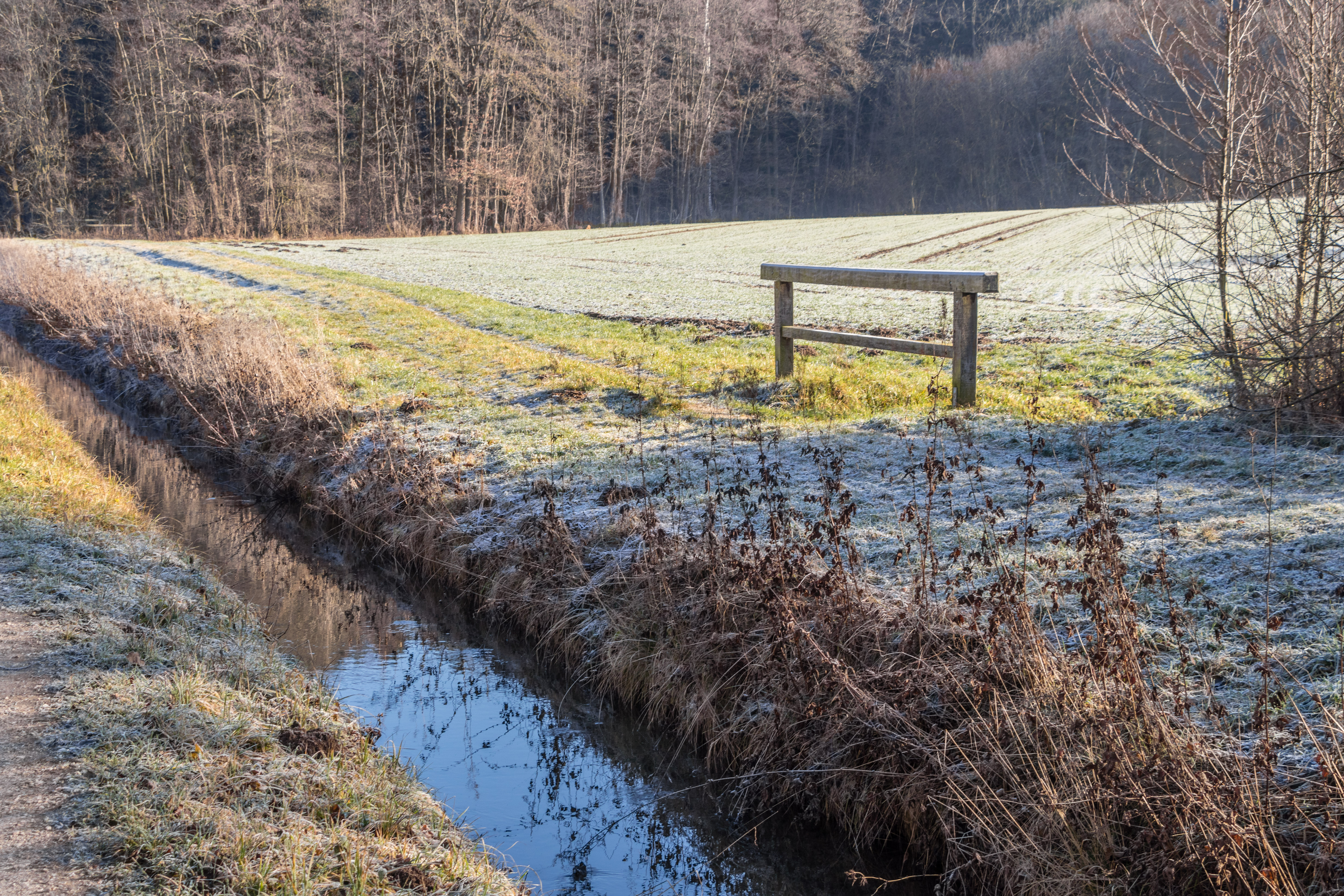
Bachdurchlass bei der Bodenmühle
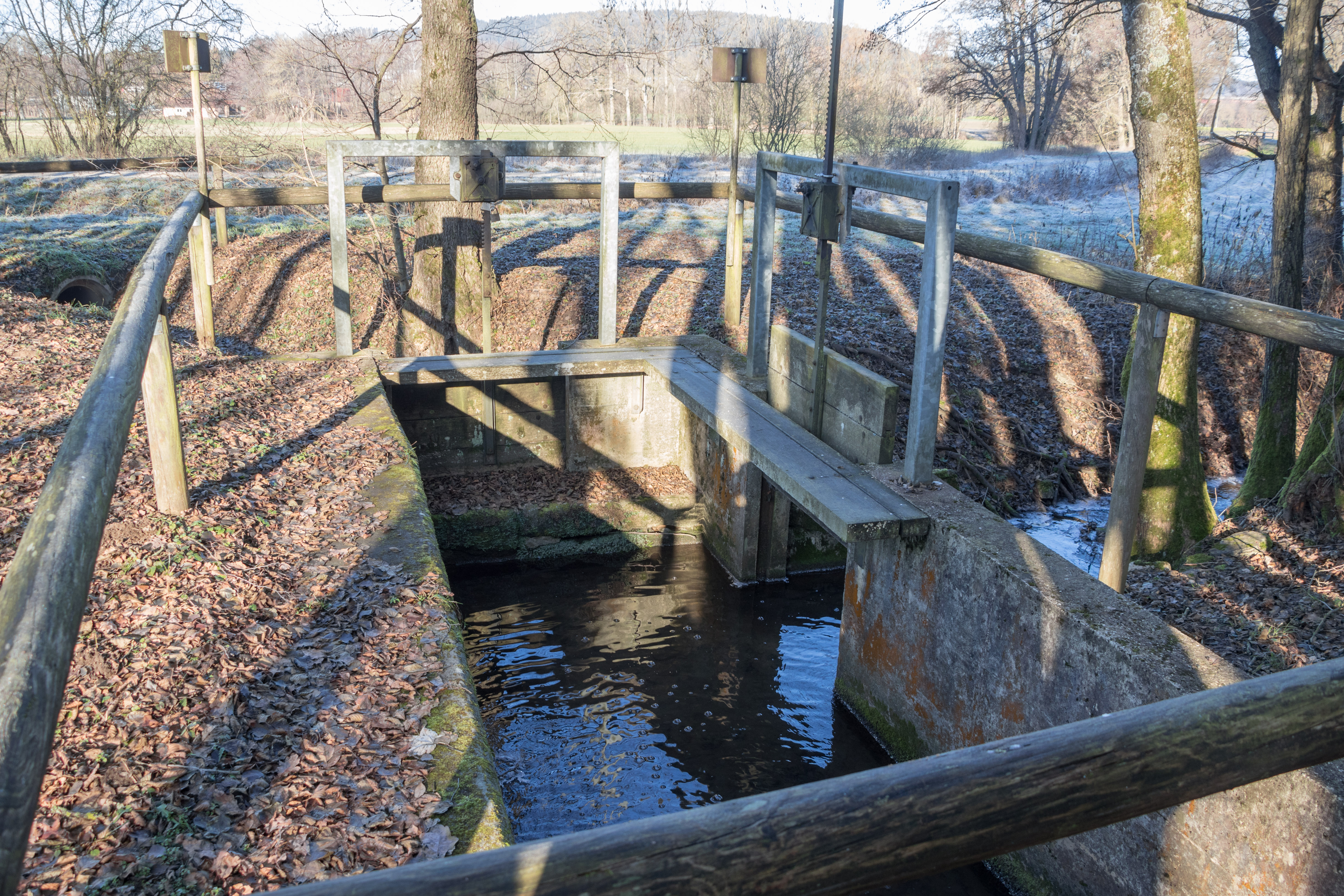
Ausleitung des Ottosauer Bachs in den Leitgraben
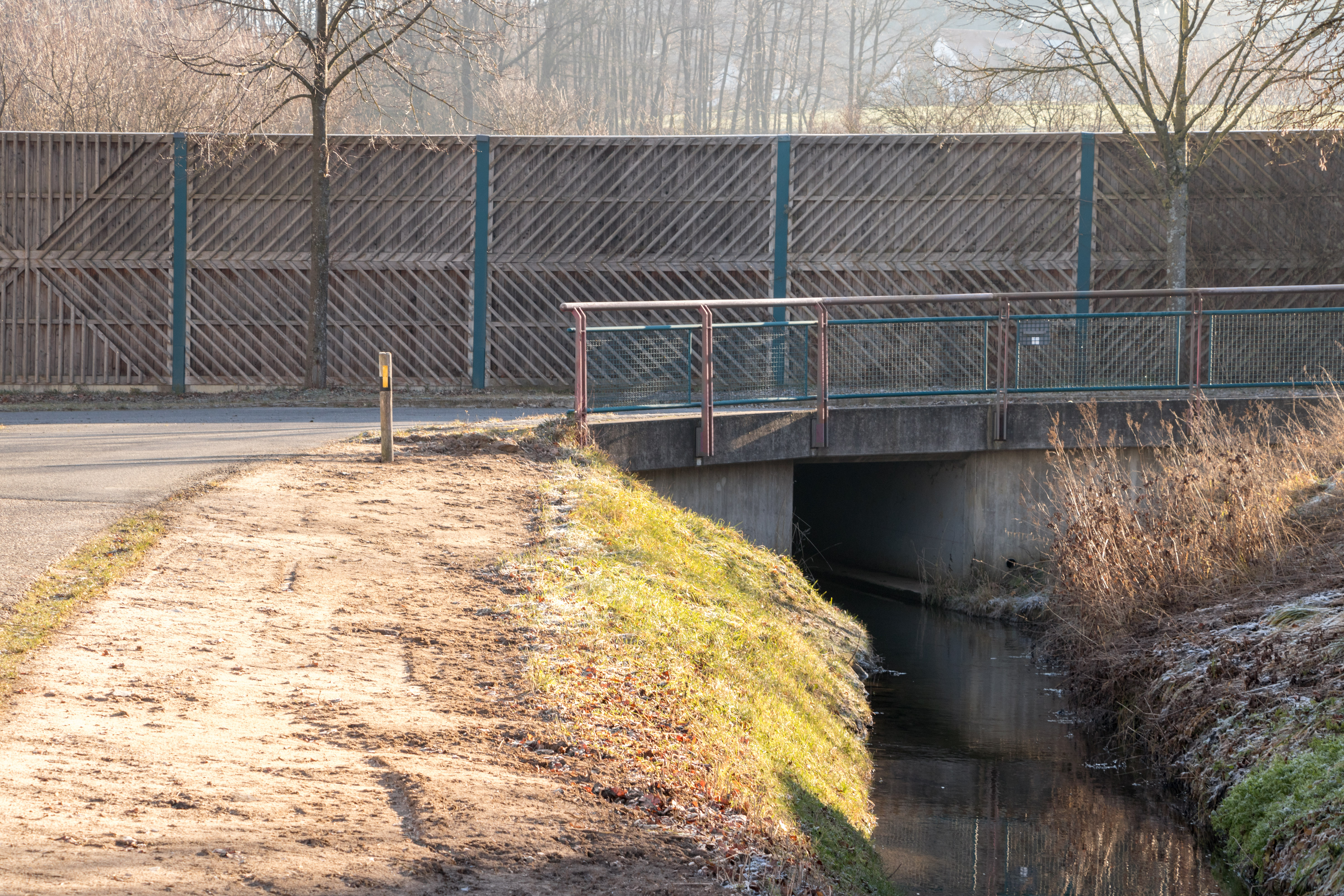
Unterquerung der B299 bei Habershöhe
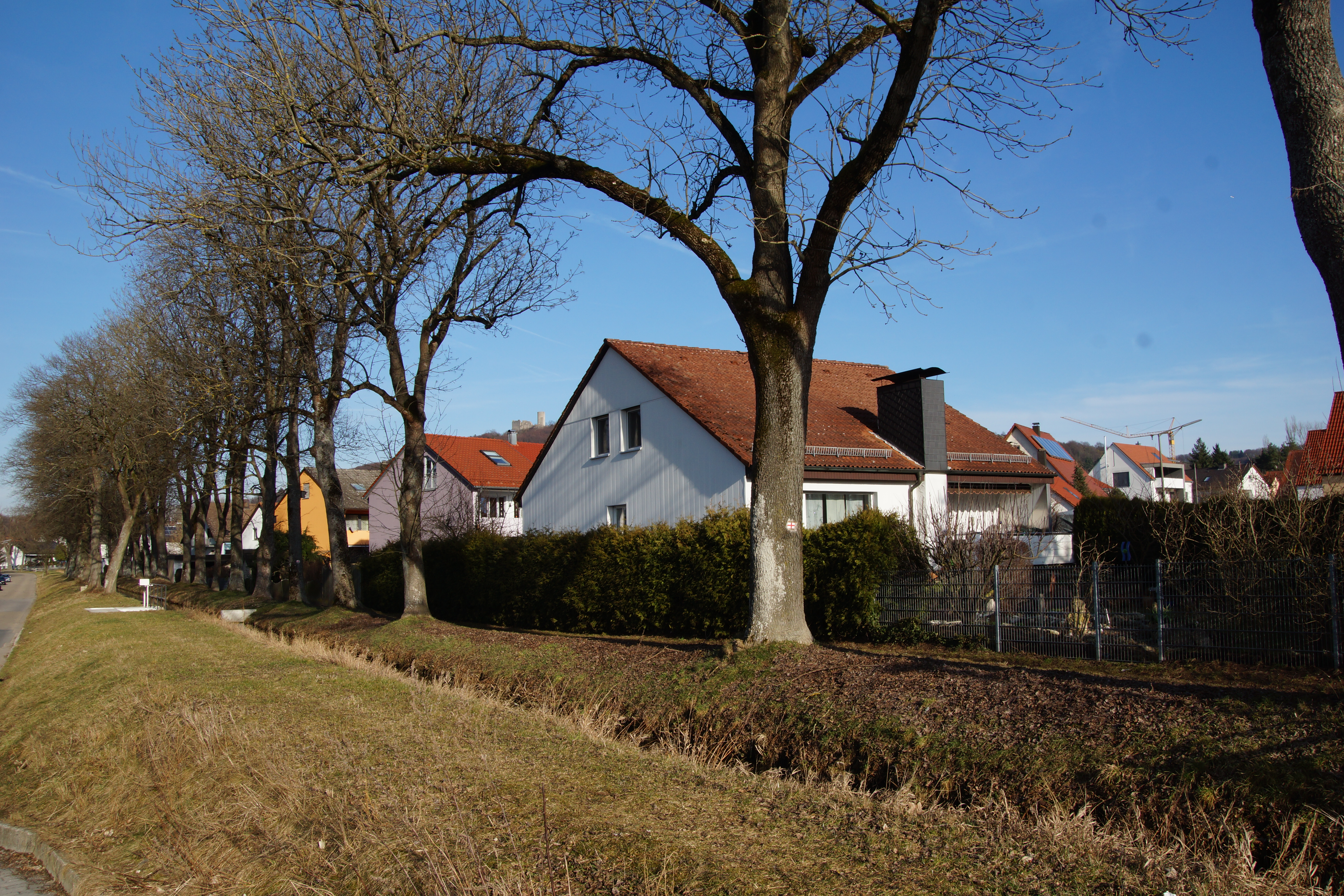
Leitgraben an der Wilhelm-Busch-Straße
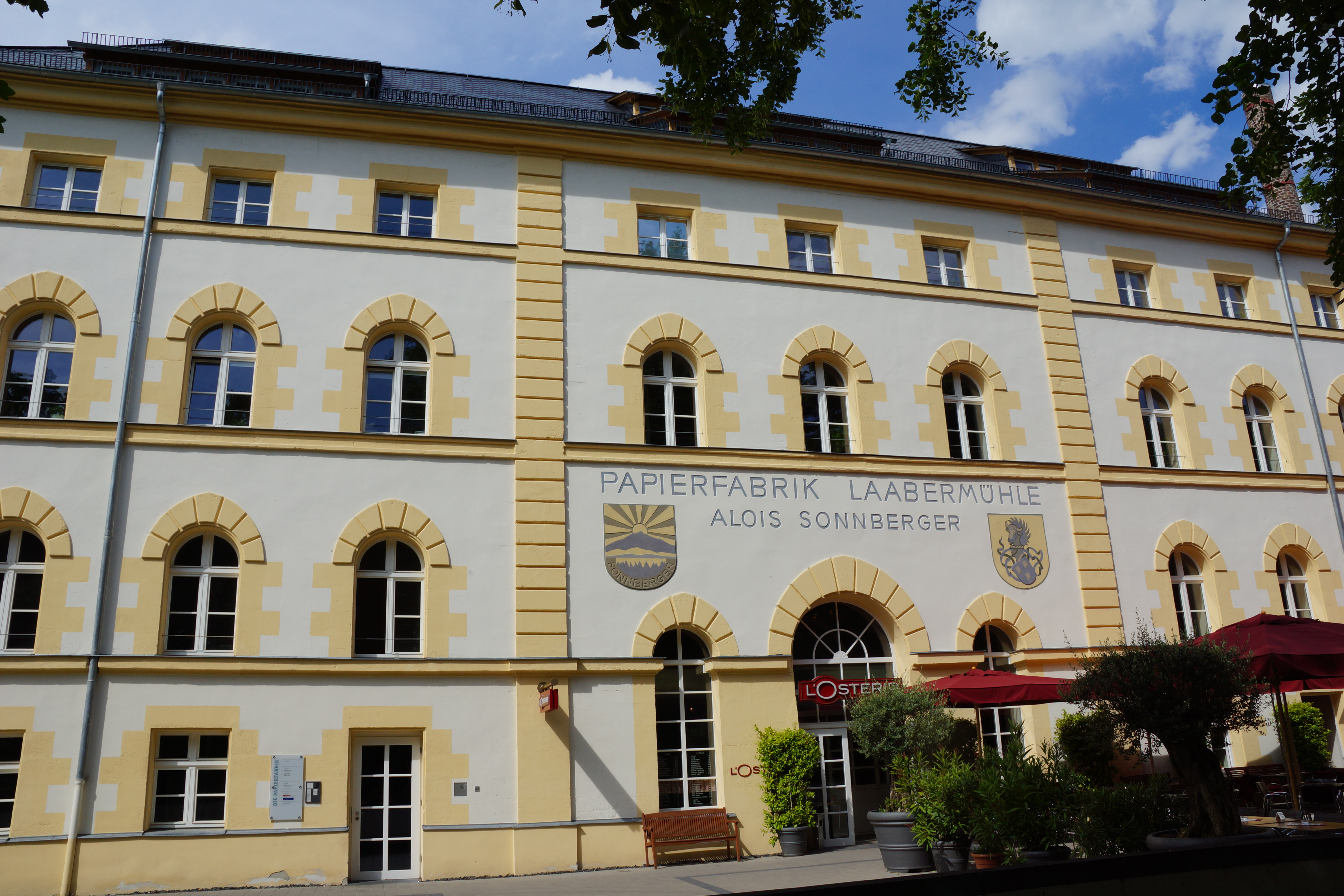
Papierfabrik Laabermühle – heute nicht mehr am Leitgraben gelegen
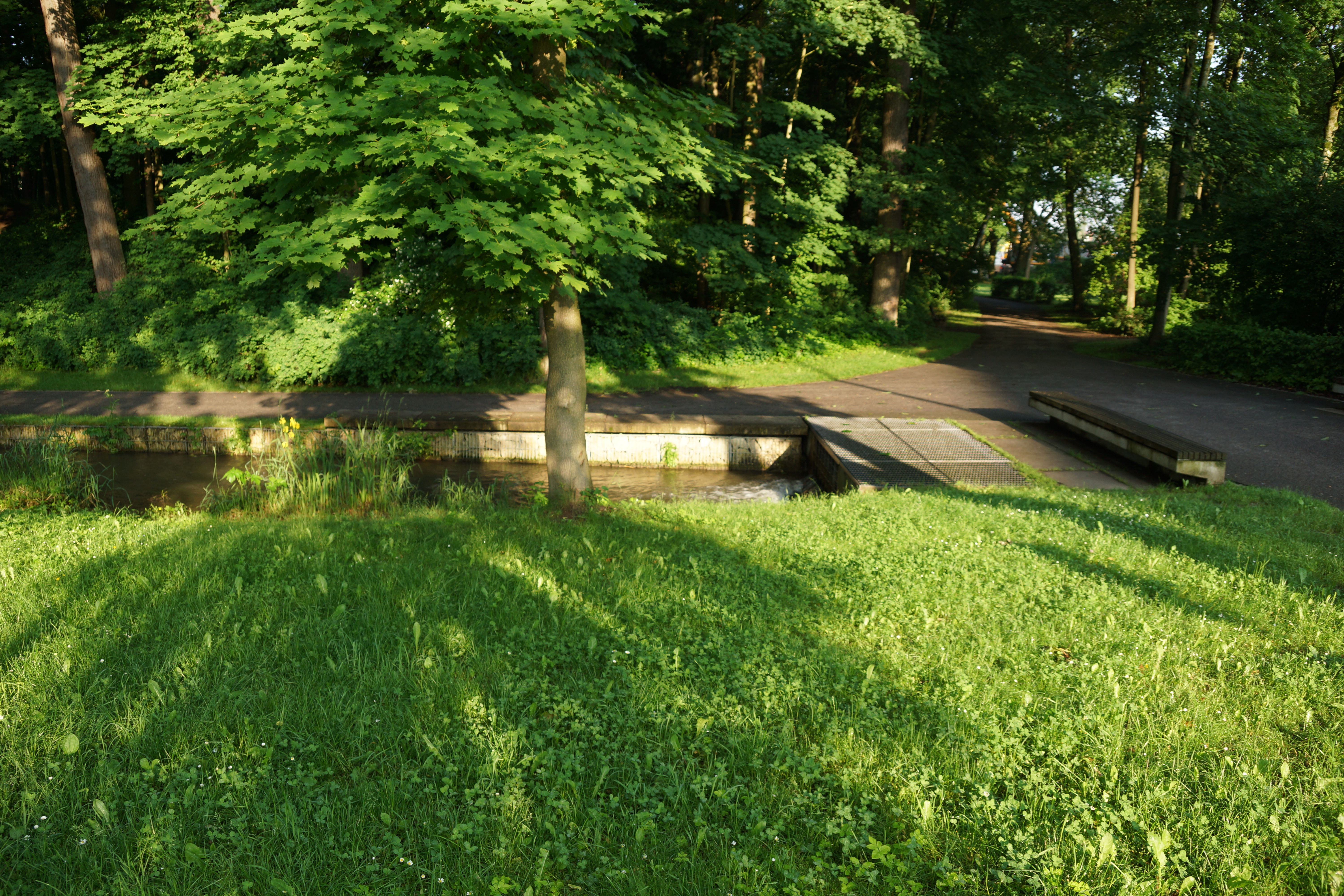
Auslass in den Stadtpark Neumarkt i.d.OPf.
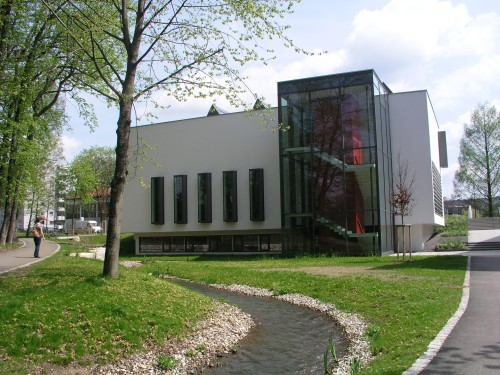
Leitgraben am Museum Lothar Fischer
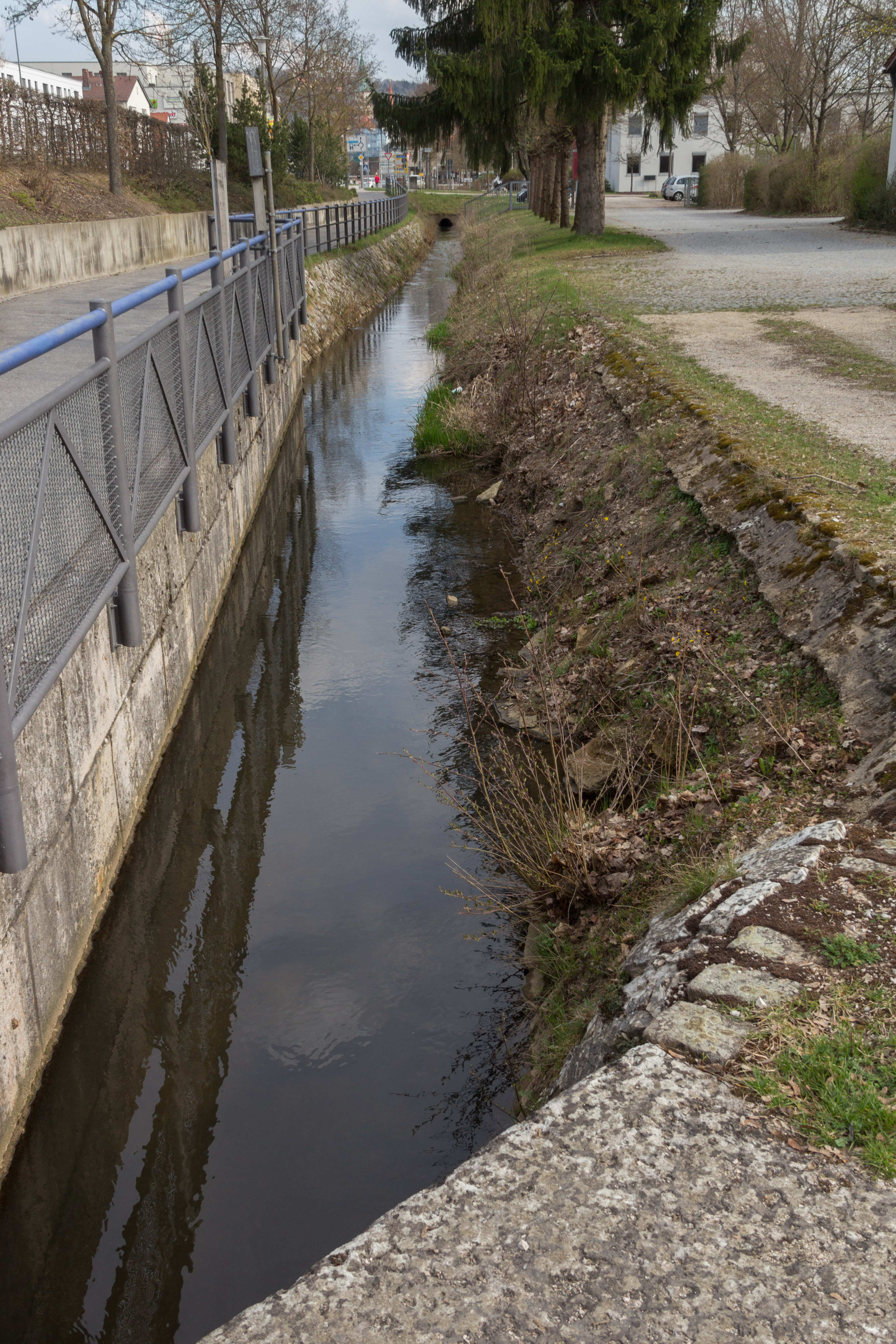
Leitgraben an der Nürnberger Straße
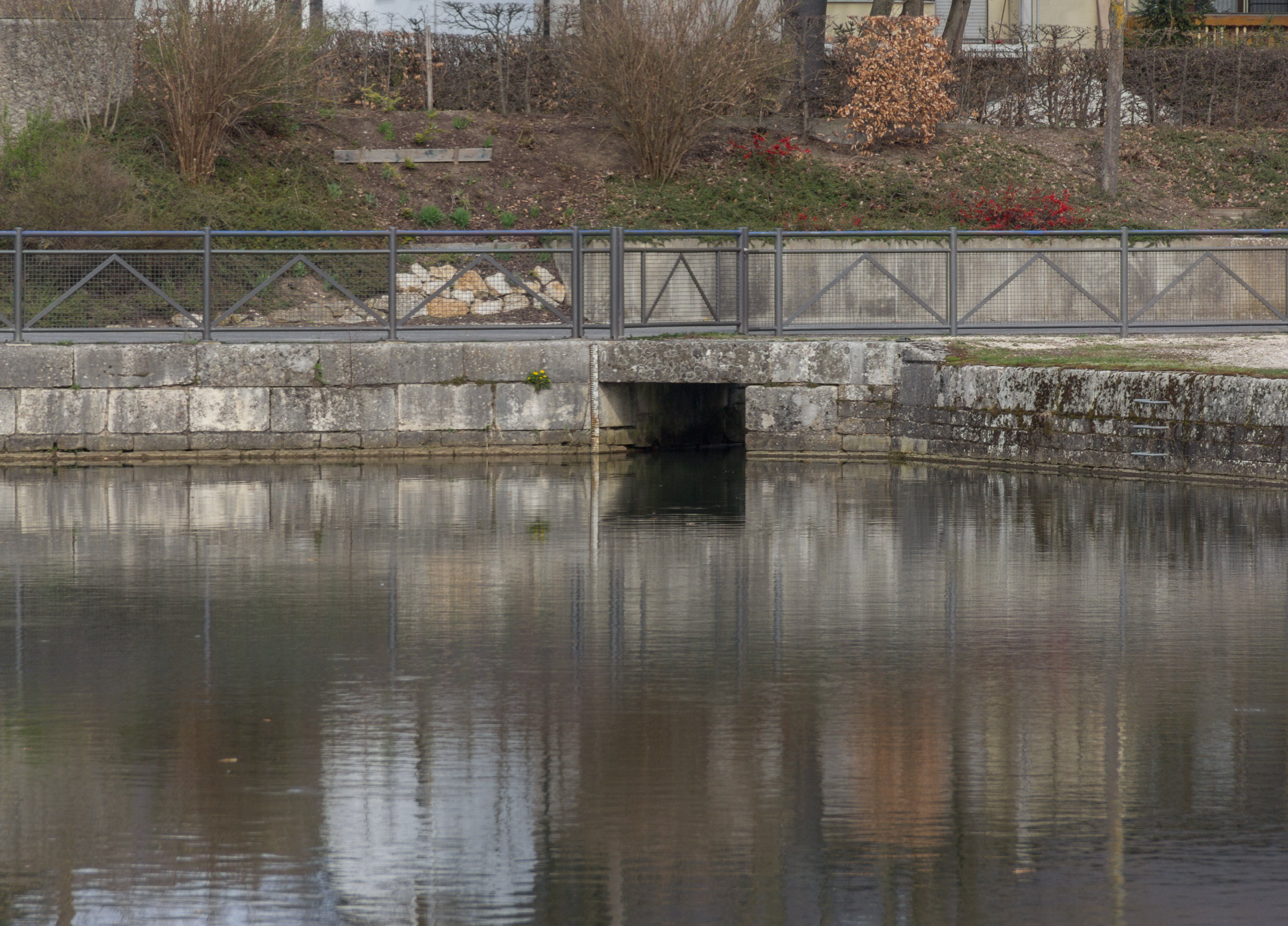
Einleitung in den Ludwig-Donau-Main Kanal